# Motorola MicroTAC

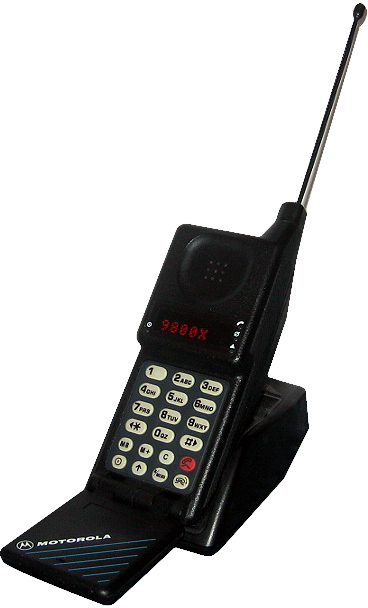
MicroTAC 9800X

MicroTAC è una famiglia di telefoni cellulari prodotti dall'industria statunitense Motorola, il cui primo esemplare commercializzato fu il modello 9800X, presentato al pubblico il 25 aprile 1989.
La famiglia precedente era denominata Motorola DynaTAC ed era nota nei paesi anglofoni come "brick phone" per via della sua forma vagamente simile a un piccolo mattone; la successiva sarà la famiglia Motorola StarTAC, che vide la luce il 3 gennaio 1996 quindi sovrapponendosi per circa 2 anni alla famiglia MicroTAC, il cui ultimo modello fu proposto nel 1998.
Alla famiglia MicroTAC appartengono telefoni diversi, dal primo TACS quale era il 9800X all'ultimo sofisticato per l'epoca Motorola 8900 GSM dual-band. Il predecessore DynaTAC ha il primato di essere stato il primo telefono cellulare a ricevere l'approvazione della FCC, la famiglia MicroTAC vanta comunque altri primati: il MicroTAC Lite è stato il primo telefono cellulare con batteria NiMH; il MicroTAC UltraLite è stato il primo con la suoneria a vibrazione; sia il 9800X sia il modello UltraLite erano, all'epoca del lancio, i telefoni cellulari più leggeri disponibili sul mercato; il MicroTAC Elite è stato il primo telefono cellulare con segreteria telefonica integrata e il primo con batterie al litio.
Tutti i cellulari MicroTAC mantengono le stesse impostazioni generali: il corpo del telefono è piatto e disegnato in modo da stare agevolmente in un taschino (limitatamente a quanto concesso dalla tecnologia dell'epoca); la tastiera è coperta da uno sportellino, chiamato "flip"; le batterie seguono le stesse specifiche meccaniche ed elettriche, capacità e tecnologia chimica a parte, per cui sono tranquillamente utilizzabili su qualunque terminale della famiglia di prodotti e intercambiabili; gli accessori come auricolari e caricabatterie sono di norma intercambiabili tra telefoni diversi con l'unica eccezione nella connessione al kit viva voce per automobile, diversa tra sistemi ETACS e GSM con pochissime altre eccezioni.
A livello di "sottofamiglie" TACS/ETACS o GSM le elettroniche rimangono simili anche se subiscono, ovviamente, migliorie durante tutto il periodo di fabbricazione: per esempio i display passano dai sette segmenti LED dei primi esemplari ai display grafici a matrice di punti LCD. Il primo MicroTAC (mod. 9800X) è stato prodotto nel 1989 ed era un TACS, l'ultimo (mod. 8900) nel 1998 ed era un GSM.
Dalla famiglia MicroTAC è stata derivata la famiglia TeleTAC e la serie Flare: telefoni che mantenevano le linee generali di design e l'elettronica della famiglia originale ma erano privi del "flip".
La "parentela" tra questi apparecchi è visibile anche a livello software: i primi MicroTAC TACS/ETACS mantengono funzioni e impostazioni dei menù della vecchia serie DynaTAC, i modelli GSM invece hanno software e hardware diverso dai precedenti ETACS ma utilizzato trasversalmente su tutti gli apparecchi della serie.
Alcuni apparecchi MicroTAC erano disponibili con opzione "V.I.P.": questa era caratterizzata da lievi differenze a livello di finiture o colorazione o, in rari casi, da alcune voci di menu aggiuntive.
Motorola aveva sviluppato una piattaforma all'avanguardia e molto flessibile per realizzare la propria serie di cellulari: l'impostazione di base e l'elettronica è comune a molti apparecchi tanto che molti di questi all'interno montano componentistica simile o addirittura uguale; la programmazione software fa il resto, abilitando o disabilitando alcune funzioni dipendentemente dal tipo di apparecchio su cui il circuito andava montato. Con alcune procedure è perciò possibile attivare (o disattivare) molte delle funzioni disponibili anche se non ufficialmente presenti su quello specifico telefono.

## Funzioni nascoste
Nei telefoni MicroTAC, al pari di altri apparecchi della Casa, sono implementate diverse funzioni nascoste, non direttamente accessibili all'utente e non documentate.
Nei modelli TACS/ETACS, collegare il contatto centrale della batteria (una massa aggiuntiva) al connettore test sul telefono abilita una serie di funzioni che permettono di riprogrammare parzialmente il telefono: questo sistema ha facilitato molto chi voleva in passato "clonare" un telefono, operazione comunque illegale. Digitando una opportuna sequenza di codice dopo aver collegato a massa il contatto opportuno è invece possibile impiegare il telefono come ricevitore scanner nella banda dei 900 MHz.
I modelli GSM o dual-band invece possono essere modificati utilizzando alcune SIM card particolari in dotazione ai Centri Assistenza della Casa, oppure attraverso un cavo di connessione al PC dedicato e servendosi di opportuni software. Nel caso dei GSM/dual-band è possibile intervenire aggiungendo o rimuovendo a piacere alcune voci dai menu, modificare alcune funzioni dell'apparecchio, azzerare o modificare a piacere i contatori di bordo, attivare un "Menu Tecnico" ed una "Modalità Test". 
La modalità test permette di verificare singolarmente tutti i circuiti del telefono al fine di stabilire eventuali anomalie, il menu tecnico permette l'accesso ad alcuni parametri di rete come il canale attivo, l'intensità del segnale ricevuto, la potenza di trasmissione massima permessa ed il Timing Advance: quest'ultimo parametro è il più particolare in quanto da esso, attraverso un semplice conteggio matematico, si può ricavare la distanza esistente tra il telefono cellulare e la stazione radio base cui è collegato in quel momento.

## Lista dei modelli MicroTAC
1989

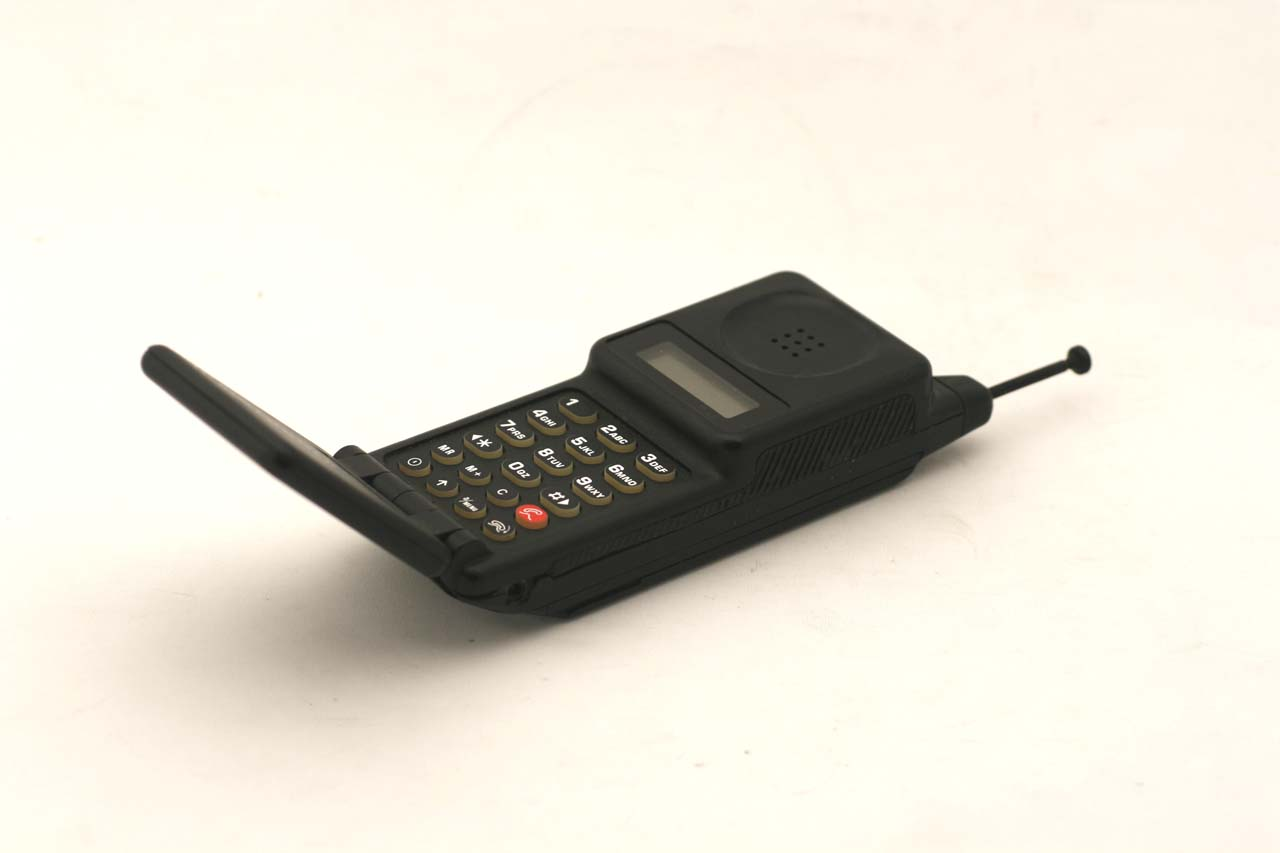
Motorola MicroTac Classic

- MicroTAC 9800X (AMPS/ETACS/NMT/JTAC)
- Digital Personal Communicator (AMPS/ETACS)

1990
- MicroTAC 9800X SIP (ETACS/RTMS-450)
- MicroTAC 950 (AMPS)

1991
- MicroTAC Classic (ETACS/NMT/GSM 900)
- MicroTAC Lite (AMPS)
- MicroTAC Lite VIP (AMPS)
- MicroTAC II (ETACS)

1992
- MicroTAC II Platinum (ETACS)
- MicroTAC Alpha (AMPS)
- MicroTAC Alpha VIP (AMPS)
- MicroTAC Ultra-Lite (AMPS)
- MicroTAC Ultra-Lite VIP (AMPS)

1993
- MicroTAC Lite XL (AMPS)
- MicroTAC Pro (ETACS)

1994
- Micro DIGITAL (TDMA/AMPS)
- Micro Digital Lite (TDMA/AMPS)
- MicroTAC Elite (NAMPS)
- MicroTAC Elite VIP (NAMPS)
- MicroTAC Digital Elite (TDMA/NAMPS)
- MicroTAC International 5080 (GSM 900)
- MicroTAC International 5200 (GSM 900)
- MicroTAC International 7200 (GSM 900)

1995
- MicroTAC International 7500 (GSM 900)
- MicroTAC International 8200 (GSM 900)

- MicroTAC Piper (AMPS)995 DPC 550 (AMPS)
- DPC 650 (AMPS)
- MicroTAC 650 E (AMPS)

1996
- MicroTAC International 8400 (GSM 900)
- MicroTAC International 8700 (GSM 900)

1997
- MicroTAC Select 3000e (PCS)
- MicroTAC Select 6000e (GSM 1900)
- MicroTAC 725 (CDMA)
- MicroTAC International 8900 (GSM DualBand 900/1800)